# Albrecht z Koldic

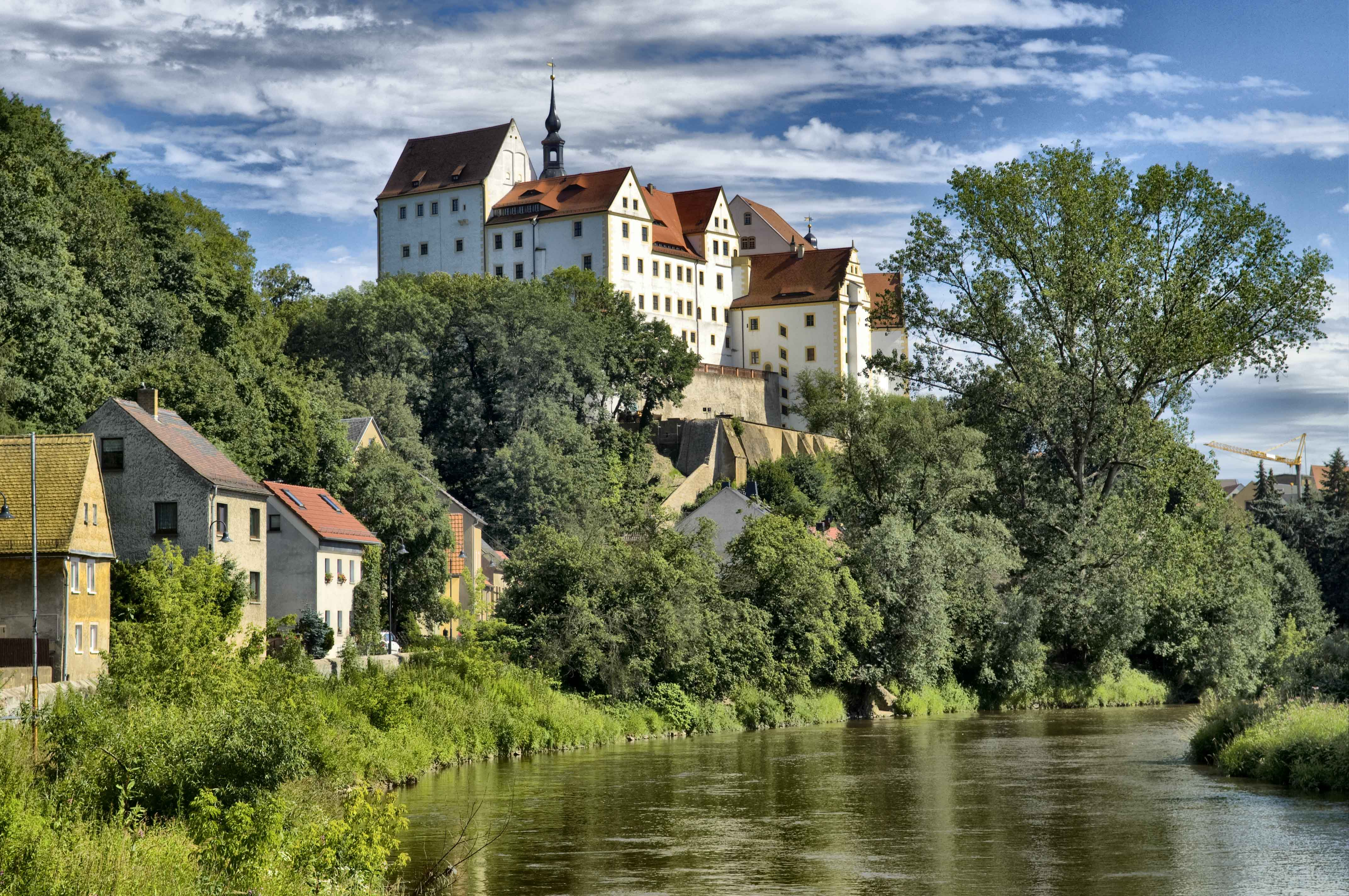
Zamek Colditz

Albrecht z Koldic (ur. ?, zm. 1448) — czeski szlachcic z Colditz. Gubernator Górnych Łużyc oraz księstw jaworskiego i  wrocławskiego.

## Życiorys
Albrecht był członkiem starej saskiej rodziny szlacheckiej Kolditz. Był synem Thimo VII z Koldic i jego żony Anny z Kittlitz.
Po śmierci króla Wacława IV został gubernatorem dziedzicznego księstwa jaworskiego, funkcję tę sprawował do śmierci. W latach 1420–1424 sprawował także funkcję gubernatora księstwa wrocławskiego. Od 1425 aż do śmierci był gubernatorem Górnych Łużyc.
Jako gubernator walczył po stronie katolików w wojnach husyckich. W 1428, na czele swych oddziałów brał udział w bitwie pod Starym Wielisławiem u boku Půty III z Častolovic (swojego zięcia) i księcia Jana ziębickiego. W 1433, aby uchronić Zamek Chojnik przed dostaniem się w ręce husytów, przekazał zamek Jeleniej Górze i zażądał, aby miasto zobowiązało się do zburzenia zamku.
Zmarł w 1448 r. Kolejnym gubernatorem Górnych Łużyc został Hans z Koldic – syn jego brata Zygmunta.

## Rodzina
Albrecht poślubił Annę z Saidy. Mieli dwoje dzieci: 
- Thimo IX (ur. przed 1425–1448)
- Anna (zmarła 1 lutego 1467 r.). Wyszła za mąż:
  1. w 1396 za Půtę z Častolovic (zm. 1434), z którym miała trzy córki
  2. w 1440 r. za Hynka Krušinę z Lichtenburga (ur. 1392– zm. 4 marca 1454)